# Пионнье, Лоран
Лора́н Пионнье́ (фр. Laurent Pionnier; 24 мая 1982, Баньоль-сюр-Сез, Франция) — французский футболист, вратарь клуба «Монпелье»

## Карьера
Воспитанник клуба «Олимпик» (Алес), в 1997 году стал игроком молодёжной команды (до 15 лет) «Монпелье». Дебютировал в первой команде в сезоне 2002/03, провёл 9 встреч. Первые три года Пионье был запасным вратарём «Монпелье», став игроком основного состава в сезоне 2005/06.
Во второй сезона 2007/08 выступал за «Либурн» на правах аренды, сыграл за клуб 17 матчей в чемпионате. Вернулся в «Монпелье» в качестве резервного голкипера: редко играет в матчах чемпионата, но в кубковых встречах Рене Жирар даёт ему больше игрового времени. Так, Пионье играл в финале Кубка французской лиги 2010/11, в котором его клуб со счётом 0:1 уступил марсельскому «Олимпику».

## Достижения
- Чемпион Франции: 2011/12
- 2-е место в Лиге 2: 2008/09
- Финалист Кубка французской лиги: 2010/11